# Roestige stipspanner
De roestige stipspanner (Idaea inquinata) is een nachtvlinder uit de familie Geometridae (spanners). De vlinder heeft een voorvleugellengte van 8 tot 10 millimeter.

## Waardplanten
De rups van de roestige stipspanner eet vooral divers droog plantmateriaal en afgevallen blad.

## Voorkomen in Nederland en België
De roestige stipspanner is in Nederland een zeer zeldzame en in België een zeldzame soort, vooral bekend uit het zuiden van België. De soort kent een of twee generaties die vliegen van eind mei tot in september. Veel waarnemingen zijn binnenshuis, het betreft waarschijnlijk adventieven die met droogbloemen zijn meegekomen.